# Downingtown
Downingtown ist ein Borough im Chester County im US-Bundesstaat Pennsylvania. Das U.S. Census Bureau hat bei der Volkszählung 2020 eine Einwohnerzahl von 7.892 ermittelt.

## Geografie
Downingtown liegt im Osten Pennsylvanias 53 Kilometer westlich der Stadt Philadelphia.

## Geschichte
Das Stadtgebiet ist seit dem frühen 18. Jahrhundert bewohnt und besitzt zahlreiche historische Gebäude. Die Stadt wurde ursprünglich Milltown genannt aufgrund seiner vielen Mühlen entlang des Brandywine Creek. Die erste dieser Mühlen wurde von Thomas Moore gegründet. Auch Frederick Bicking, ein Einwanderer aus dem deutschen Winterburg besaß Papiermühlen in diesem Gebiet. Die Familie Bicking führte hier die Papierindustrie bis ins 19. Jahrhundert fort.
In der Zeit der Amerikanischen Revolution bekam Milltown den Namen Downing's Town, nachdem Thomas Downing, ein 1717 eingewanderter Quäker aus Bradninch in der englischen Grafschaft Devon, mehrere der Mühlen erwarb. Die offizielle Umbenennung der Stadt in Downingtown wurde im Jahr 1812 vollzogen. Der östliche Nebenarm des Brandywine Creek fließt durch das Ortszentrum. Die Stadt befindet sich an der U.S. Route 30, die zwischen der US-amerikanischen Ost- und Westküste verläuft. Die U.S. Route 30 war früher ein Weg nach Westen für die Planwagen der ersten Siedler. Ein Teil dieser Straße wird als Philadelphia and Lancaster Turnpike bezeichnet und gilt als die erste befestigte Straße, die innerhalb der Vereinigten Staaten den Atlantik mit dem Pazifik verbindet. Im 18. Jahrhundert lebte für kurze Zeit der radikale Anführer der irischen Unabhängigkeitsbewegung, Theobald Wolfe Tone, in Downingtown. Außerdem führte der Begräbniszug des US-Präsidenten Abraham Lincoln durch Downingtown. Der Film Blob – Schrecken ohne Namen aus dem Jahr 1958 wurde in Downingtown und Umgebung gefilmt; Bezug darauf nimmt das Diner im Film, das als Downingtown Diner bezeichnet wird.

## Wirtschaft
Im Jahr 1996 wurde die Victory Brewing Company in Downingtown gegründet. Der Brauereigasthof erlangte durch handwerklich gebraute Biere überregionale Bekanntheit. Die beiden Gründer der Brauerei, Ron Barchet und Bill Covaleski, haben ihr Handwerk unter anderem in Bayern erlernt.

## Söhne und Töchter der Stadt
- Miles Teller (* 1987), Schauspieler
- Becky Edwards (* 1988), Fußballspielerin
- Adriana Chechik (* 1991), Pornodarstellerin